# Myriocephalus
Myriocephalus es un género de plantas con flores perteneciente a la familia de las asteráceas. Comprende 26 especies descritas y de estas, solo 15 aceptadas. Es originario de Australia.

## Taxonomía
El género fue descrito por  George Bentham  y publicado en Enumeratio plantarum quas in Novae Hollandiae ora austro-occidentali ad fluvium Cygnorum et in sinu Regis Georgii collegit Carolus Liber Baro de Hügel 61. 1837. La especie tipo es: Myriocephalus appendiculatus Benth.	

## Especies
A continuación se brinda un listado de las especies del género Myriocephalus aceptadas hasta agosto de 2012, ordenadas alfabéticamente. Para cada una se indica el nombre binomial seguido del autor, abreviado según las convenciones y usos.
- Myriocephalus appendiculatus Benth.
- Myriocephalus biflorus Paul G.Wilson
- Myriocephalus gascoynensis P.S.Short
- Myriocephalus guerinae F.Muell.
- Myriocephalus helichrysoides A.Gray
- Myriocephalus nudus A.Gray
- Myriocephalus occidentalis (F.Muell.) P.S.Short
- Myriocephalus oldfieldii (F.Muell.) Paul G.Wilson
- Myriocephalus pluriflorus (J.M.Black) D.A.Cooke
- Myriocephalus pygmaea (A.Gray) P.S.Short
- Myriocephalus rhizocephalus (DC.) Benth.
- Myriocephalus rudallii F.Muell.
- Myriocephalus scalpellus Paul G.Wilson
- Myriocephalus squamatus Paul G.Wilson
- Myriocephalus walcottii P.S.Short